# 11.º Regimiento Aéreo de Comunicaciones
El 11.° Regimiento Aéreo de Comunicaciones (11. Luft-Nachrichten-Regiment) unidad militar de la Luftwaffe durante el Tercer Reich y al comienzo de la Segunda Guerra Mundial.

## Historia
Se formó el 1 de julio de 1938 en Hannover en el XI Distrito Militar, en 1939 es movilizado con el I. (Comunicaciones) y el II. (Operaciones) Destacamento. En 1940 la entrega del personal al I. Destacamento (con 21 Compañías) en cuanto al II Grupo/102 del II Cuerpo Antiaéreo. Se sustituye. El Personal del II. Destacamento se forma entre 1941 - 1942 del 54° Batallón Aéreo de Comunicaciones. Formada nuevamente en 1944 (Con las nuevas 2 Compañías la 8° Compañía y la 10° Compañía) del 85° Batallón Aéreo de Comunicaciones. El III. Destacamento es formada en 1942 como el Batallón de Reemplazo en Hannover-Bemerode. En 11° Regimiento Aéreo de Comunicaciones forma con algunos restos en abril de 1941 en Lille el IV. Destacamento del II Grupo/Regimiento Aéreo de Comunicaciones Francia-Bélgica Norte. En 1940 es formada el V y el VI Destacamento y finalmente el IV y VII/101° Regimiento Aéreo de Registro de Vuelo de Comunicaciones. En 1943 se unen la 8° Compañía de Registro de Vuelo de Reserva y la 11° Compañía de Registro de Vuelo de Reserva al Regimiento en Alemania y en 1940 es establecida la 13° Compañía y la 15° Compañía en Dinamarca al Regimiento. A diferencia del 12° Compañía de la 93 Regimiento Aéreo de Registro de Vuelo de Comunicaciones. El personal del I. Destacamento, la 2° Compañía y la 5° Compañía son suprimidas en 1944 en la descripción de servicio postal de ejército. La 6° Compañía y la 7° Compañía (Reemplazo) en Heidenau, el III. Destacamento en Lübeck-Hubert y el IV. Destacamento en Appen y en Pinneberg en virtud del Batallón Aéreo de Comunicaciones y el 2° Regimiento de Reemplazo. Quedando solo la 1° Compañía de la 1° Escuadra/1° Batallón Aéreo de Comunicaciones.

## Orden de Batalla
(1939) I. 1-4 (Betriebs-), 5-6 (Tel.Bau), 11.7. (Luftnachrichten-), 8-12 (Luftnachrichten-Flugm.Reserve),
dazu 1940 13-15 in Dänemark sowie eine 21. Kompanie

## Subordinado
- XI Comando del Distrito Aéreo